# Qualificazioni al Campionato europeo femminile di pallacanestro 2023
Le qualificazioni al FIBA EuroBasket Women 2023 si sono disputate dall'11 novembre 2021 al 12 febbraio 2023.

## Sorteggio
Il sorteggio per la composizione dei dieci gironi, cioè 8 da 4 squadre e 2 da 3 squadre, si è tenuto il 20 agosto 2021 a Monaco di Baviera. Le 38 squadre partecipanti sono state raggruppate in 8 fasce, in base al Ranking FIBA.
Le squadre evidenziate in grassetto si sono qualificate per la fase finale del campionato europeo.
| Team    | Pos |
| ------- | --- |
| Spagna  | 2   |
| Francia | 3   |
| Belgio  | 6   |
| Serbia  | 9   |
| Turchia | 10  |

| Team        | Pos |
| ----------- | --- |
| Bielorussia | 11  |
| Russia      | 12  |
| Italia      | 13  |
| Grecia      | 15  |
| Svezia      | 18  |

| Team          | Pos |
| ------------- | --- |
| Montenegro    | 20  |
| Gran Bretagna | 21  |
| Rep. Ceca     | 22  |
| Slovacchia    | 23  |
| Lettonia      | 24  |

| Team                 | Pos |
| -------------------- | --- |
| Slovenia             | 25  |
| Ucraina              | 26  |
| Bosnia ed Erzegovina | 27  |
| Ungheria             | 28  |
| Croazia              | 29  |

| Team     | Pos |
| -------- | --- |
| Lituania | 33  |
| Polonia  | 39  |
| Germania | 40  |
| Bulgaria | 45  |
| Romania  | 47  |

| Team        | Pos |
| ----------- | --- |
| Paesi Bassi | 49  |
| Israele     | 50  |
| Portogallo  | 52  |
| Lussemburgo | 56  |
| Danimarca   | 57  |

| Team     | Pos |
| -------- | --- |
| Svizzera | 58  |
| Irlanda  | 60  |
| Austria  | 61  |
| Estonia  | 62  |

| Team               | Pos |
| ------------------ | --- |
| Finlandia          | 64  |
| Islanda            | 68  |
| Macedonia del Nord | 79  |
| Albania            | 102 |

## Gruppi
Le vincenti dei dieci gruppi e le quattro migliori seconde si qualificano alla fase finale del campionato europeo. Per determinare le squadre piazzate, vengono scartati i risultati contro le ultime classificate nei raggruppamenti da quattro.
Legenda:
      squadra qualificata.
      squadra qualificata fra le cinque migliori seconde.
      squadra esclusa.

### Gruppo A

#### Classifica
| Pos. | Squadra              | Pt | G | V | P | PF  | PS  | DP   |
| ---- | -------------------- | -- | - | - | - | --- | --- | ---- |
| 1.   | Belgio               | 11 | 6 | 5 | 1 | 548 | 330 | +218 |
| 2.   | Germania             | 10 | 6 | 4 | 2 | 432 | 360 | +72  |
| 3.   | Bosnia ed Erzegovina | 8  | 6 | 2 | 4 | 412 | 502 | −90  |
| 4.   | Macedonia del Nord   | 7  | 6 | 1 | 5 | 304 | 504 | −200 |

| Halle 11 novembre 2021 1ª giornata | Germania | 73 – 41 referto | Macedonia del Nord | SWH.arena |

| Sarajevo 11 novembre 2021 1ª giornata | Bosnia ed Erzegovina | 87 – 81 referto | Belgio | Mirza Delibašić Hall |

| Kortrijk 14 novembre 2021 2ª giornata | Belgio | 84 – 55 referto | Germania | Sportcampus Lange Munte |

| Skopje 14 novembre 2021 2ª giornata | Macedonia del Nord | 64 – 80 referto | Bosnia ed Erzegovina | SRC Kale |

| Weißenfels 24 novembre 2022 3ª giornata | Germania | 97 – 58 referto | Bosnia ed Erzegovina | Stadthalle Weißenfels |

| Leuven 24 novembre 2022 3ª giornata | Belgio | 112 – 41 referto | Macedonia del Nord | Sportplaza Leuven |

| Leuven 27 novembre 2022 4ª giornata | Belgio | 100 – 60 referto | Bosnia ed Erzegovina | Sportplaza Leuven |

| Skopje 27 novembre 2022 4ª giornata | Macedonia del Nord | 47 – 71 referto | Germania | SRC Kale |

| Wolfenbüttel 9 febbraio 2023 5ª giornata | Germania | 44 – 69 referto | Belgio | Lindenhalle Wolfenbüttel |

| Sarajevo 9 febbraio 2023 5ª giornata | Bosnia ed Erzegovina | 66 – 68 referto | Macedonia del Nord | KSC Ilidža |

| Skopje 12 febbraio 2023 6ª giornata | Macedonia del Nord | 43 – 102 referto | Belgio | SRC Kale |

| Sarajevo 12 febbraio 2023 6ª giornata | Bosnia ed Erzegovina | 61 – 92 referto | Germania | KSC Ilidža |

### Gruppo B

#### Classifica
| Pos. | Squadra   | Pt | G | V | P | PF  | PS  | DP   |
| ---- | --------- | -- | - | - | - | --- | --- | ---- |
| 1.   | Francia   | 11 | 6 | 5 | 1 | 531 | 432 | +99  |
| 2.   | Ucraina   | 10 | 6 | 4 | 2 | 462 | 456 | +6   |
| 3.   | Lituania  | 9  | 6 | 3 | 3 | 411 | 414 | −3   |
| 4.   | Finlandia | 6  | 6 | 0 | 6 | 368 | 470 | −102 |

| Kėdainiai 11 novembre 2021 1ª giornata | Lituania | 69 – 59 referto | Finlandia | Kėdainiai Arena |

| Kiev 11 novembre 2021 1ª giornata | Ucraina | 90 – 71 referto | Francia | Palace of Sports |

| Villeneuve-d'Ascq 14 novembre 2021 2ª giornata | Francia | 83 – 56 referto | Lituania | Palacium |

| Helsinki 14 novembre 2021 2ª giornata | Finlandia | 71 – 77 referto | Ucraina | Urhea-halli |

| Vilnius 24 novembre 2022 3ª giornata | Lituania | 81 – 62 referto | Ucraina | Jeep Arena |

| Saint-Chamond 24 novembre 2022 3ª giornata | Francia | 103 – 77 referto | Finlandia | Arena Saint-Étienne Métropole |

| Helsinki 27 novembre 2022 4ª giornata | Finlandia | 56 – 65 referto | Lituania | Urhea-halli |

| Roanne 27 novembre 2022 4ª giornata | Francia | 109 – 88 referto | Ucraina | Halle André Vacheresse |

| Riga 9 febbraio 2023 5ª giornata | Ucraina | 74 – 59 referto | Finlandia | Olympic Sports Centre |

| Vilnius 9 febbraio 2023 5ª giornata | Lituania | 75 – 83 referto | Francia | Jeep Arena |

| Helsinki 12 febbraio 2023 6ª giornata | Finlandia | 46 – 82 referto | Francia | Urhea-halli |

| Riga 12 febbraio 2023 6ª giornata | Ucraina | 71 – 65 referto | Lituania | Olympic Sports Centre |

### Gruppo C

#### Classifica
| Pos. | Squadra  | Pt | G | V | P | PF  | PS  | DP   |
| ---- | -------- | -- | - | - | - | --- | --- | ---- |
| 1.   | Spagna   | 12 | 6 | 6 | 0 | 533 | 300 | +233 |
| 2.   | Ungheria | 10 | 6 | 4 | 2 | 505 | 348 | +157 |
| 3.   | Islanda  | 7  | 6 | 1 | 5 | 322 | 535 | −213 |
| 4.   | Romania  | 7  | 6 | 1 | 5 | 305 | 482 | −177 |

| Szekszárd 11 novembre 2021 1ª giornata | Ungheria | 62 – 66 referto | Spagna | Szekszárdi Sportközpont |

| Bucarest 11 novembre 2021 1ª giornata | Romania | 65 – 59 referto | Islanda | Dinamo Polyvalent Hall |

| Almería 14 novembre 2021 2ª giornata | Spagna | 107 – 52 referto | Romania | Palacio Municipal Juegos Mediterráneos |

| Hafnarfjörður 14 novembre 2021 2ª giornata | Islanda | 58 – 115 referto | Ungheria | Ithrottamidstod Asvellir |

| Timișoara 24 novembre 2022 3ª giornata | Romania | 40 – 99 referto | Ungheria | Constantin Jude Sports Hall |

| Huelva 24 novembre 2022 3ª giornata | Spagna | 120 – 54 referto | Islanda | Palacio de los Deportes Carolina Marín |

| Reykjavík 27 novembre 2022 4ª giornata | Islanda | 68 – 58 referto | Romania | Laugardalshöll |

| Huelva 27 novembre 2022 4ª giornata | Spagna | 77 – 66 referto | Ungheria | Palacio de los Deportes Carolina Marín |

| Sfântu Gheorghe 9 febbraio 2023 5ª giornata | Romania | 32 – 75 referto | Spagna | Sepsi Arena |

| Miskolc 9 febbraio 2023 5ª giornata | Ungheria | 89 – 49 referto | Islanda | DVTK Arena |

| Miskolc 12 febbraio 2023 6ª giornata | Ungheria | 74 – 58 referto | Romania | DVTK Arena |

| Reykjavík 12 febbraio 2023 6ª giornata | Islanda | 34 – 88 referto | Spagna | Laugardalshöll |

### Gruppo D

#### Classifica
| Pos. | Squadra  | Pt | G | V | P | PF  | PS  | DP   |
| ---- | -------- | -- | - | - | - | --- | --- | ---- |
| 1.   | Turchia  | 11 | 6 | 5 | 1 | 520 | 345 | +175 |
| 2.   | Polonia  | 10 | 6 | 4 | 2 | 514 | 329 | +185 |
| 3.   | Slovenia | 9  | 6 | 3 | 3 | 523 | 374 | +149 |
| 4.   | Albania  | 6  | 6 | 0 | 6 | 241 | 750 | −509 |

| Lubiana 11 novembre 2021 1ª giornata | Slovenia | 62 – 78 referto | Turchia | Kodeljevo Hall |

| Gniezno 11 novembre 2021 1ª giornata | Polonia | 125 – 19 referto | Albania | Gniezno Sports Hall |

| İzmit 14 novembre 2021 2ª giornata | Turchia | 52 – 41 referto | Polonia | Şehit Polis Recep Topaloğlu Sports Hall |

| Durrës 14 novembre 2021 2ª giornata | Albania | 28 – 127 referto | Slovenia | Dhimitraq Goga Sports Palace |

| Gniezno 24 novembre 2022 3ª giornata | Polonia | 71 – 78 referto | Slovenia | Gniezno Sports Hall |

| Mersin 24 novembre 2022 3ª giornata | Turchia | 140 – 44 referto | Albania | Servet Tazegül Arena |

| Durrës 27 novembre 2022 4ª giornata | Albania | 50 – 136 referto | Polonia | Dhimitraq Goga Sports Palace |

| Mersin 27 novembre 2022 4ª giornata | Turchia | 80 – 74 referto | Slovenia | Servet Tazegül Arena |

| Lubiana 9 febbraio 2023 5ª giornata | Slovenia | 124 – 52 referto | Albania | Kodeljevo Hall |

| Sosnowiec 9 febbraio 2023 5ª giornata | Polonia | 76 – 72 referto | Turchia | Hala Widowiskowo-Sportowa |

| Durrës 12 febbraio 2023 6ª giornata | Albania | 48 – 98 referto | Turchia | Dhimitraq Goga Sports Palace |

| Lubiana 12 febbraio 2023 6ª giornata | Slovenia | 58 – 65 referto | Polonia | Kodeljevo Hall |

### Gruppo E

#### Classifica
| Pos. | Squadra  | Pt | G | V | P | PF  | PS  | DP   |
| ---- | -------- | -- | - | - | - | --- | --- | ---- |
| 1.   | Serbia   | 8  | 6 | 4 | 0 | 350 | 250 | +100 |
| 2.   | Croazia  | 6  | 6 | 2 | 2 | 300 | 316 | −16  |
| 3.   | Bulgaria | 4  | 6 | 0 | 4 | 274 | 358 | −84  |

| Botevgrad 11 novembre 2021 1ª giornata | Bulgaria | 73 – 84 referto | Croazia | Arena Botevgrad |

| Zabok 14 novembre 2021 2ª giornata | Croazia | 66 – 84 referto | Serbia | Zabok Sport Hall |

| Belgrado 24 novembre 2022 3ª giornata | Serbia | 79 – 51 referto | Bulgaria | Ranko Žeravica Sports Hall |

| Vukovar 27 novembre 2022 4ª giornata | Croazia | 93 – 74 referto | Bulgaria | Borovo Sports Hall |

| Belgrado 9 febbraio 2023 5ª giornata | Serbia | 85 – 57 referto | Croazia | Ranko Žeravica Sports Hall |

| Samokov 12 febbraio 2023 6ª giornata | Bulgaria | 76 – 102 referto | Serbia | Arena Samokov |

### Gruppo F

#### Classifica
| Pos. | Squadra    | Pt | G | V | P | PF  | PS  | DP  |
| ---- | ---------- | -- | - | - | - | --- | --- | --- |
| 1.   | Montenegro | 7  | 4 | 3 | 1 | 283 | 252 | +31 |
| 2.   | Danimarca  | 6  | 4 | 2 | 2 | 289 | 262 | +27 |
| 3.   | Austria    | 5  | 4 | 1 | 3 | 222 | 280 | −58 |
| 4.   | Russia     | 0  | 0 | 0 | 0 | 0   | 0   | 0   |

| Gentofte 11 novembre 2021 1ª giornata | Danimarca | 82 – 48 referto | Austria | Gentofte Sportspark |

| Schwechat 14 novembre 2021 2ª giornata | Austria | 60 – 70 referto | Montenegro | Multiversum |

| Gentofte 24 novembre 2022 3ª giornata | Danimarca | 60 – 67 referto | Montenegro | Gentofte Sportspark |

| Vienna 27 novembre 2022 4ª giornata | Austria | 66 – 63 referto | Danimarca | Hallmann-Dome |

| Podgorica 9 febbraio 2023 5ª giornata | Montenegro | 65 – 48 referto | Austria | Bemax Arena |

| Podgorica 12 febbraio 2023 6ª giornata | Montenegro | 81 – 84 referto | Danimarca | Bemax Arena |

### Gruppo G

#### Classifica
| Pos. | Squadra       | Pt | G | V | P | PF  | PS  | DP   |
| ---- | ------------- | -- | - | - | - | --- | --- | ---- |
| 1.   | Grecia        | 11 | 6 | 5 | 1 | 422 | 380 | +42  |
| 2.   | Gran Bretagna | 9  | 6 | 3 | 3 | 454 | 379 | +75  |
| 3.   | Portogallo    | 9  | 6 | 3 | 3 | 378 | 373 | +5   |
| 4.   | Estonia       | 7  | 6 | 1 | 5 | 338 | 460 | −122 |

| Matosinhos 11 novembre 2021 1ª giornata | Portogallo | 62 – 43 referto | Estonia | Centro de Desportos e Congressos de Matosinhos |

| Manchester 11 novembre 2021 1ª giornata | Gran Bretagna | 66 – 73 referto | Grecia | National Basketball Performance Centre |

| Tallinn 14 novembre 2021 2ª giornata | Estonia | 72 – 69 referto | Gran Bretagna | TalTech Sports Hall |

| Xanthi 14 novembre 2021 2ª giornata | Grecia | 64 – 57 referto | Portogallo | Philippos Amoridis Arena |

| Faliraki 24 novembre 2022 3ª giornata | Grecia | 86 – 61 referto | Estonia | Kallithea Palais des Sports |

| Matosinhos 24 novembre 2022 3ª giornata | Portogallo | 69 – 76 referto | Gran Bretagna | Centro de Desportos e Congressos de Matosinhos |

| Tartu 27 novembre 2022 4ª giornata | Estonia | 52 – 76 referto | Portogallo | University of Tartu Sports Hall |

| Tartu 27 novembre 2022 4ª giornata | Grecia | 72 – 65 referto | Gran Bretagna | University of Tartu Sports Hall |

| Manchester 9 febbraio 2023 5ª giornata | Gran Bretagna | 100 – 45 referto | Estonia | National Basketball Performance Centre |

| Odivelas 9 febbraio 2023 5ª giornata | Portogallo | 66 – 60 referto | Grecia | Pavilhão Multiusos de Odivelas |

| Manchester 12 febbraio 2023 6ª giornata | Gran Bretagna | 78 – 48 referto | Portogallo | National Basketball Performance Centre |

| Tallinn 12 febbraio 2023 6ª giornata | Estonia | 65 – 67 referto | Grecia | Unibet Arena |

### Gruppo H

#### Classifica
| Pos. | Squadra     | Pt | G | V | P | PF  | PS  | DP   |
| ---- | ----------- | -- | - | - | - | --- | --- | ---- |
| 1.   | Italia      | 12 | 6 | 6 | 0 | 498 | 317 | +181 |
| 2.   | Slovenia    | 10 | 6 | 4 | 2 | 460 | 366 | +94  |
| 3.   | Lussemburgo | 7  | 6 | 1 | 5 | 350 | 483 | −133 |
| 4.   | Svizzera    | 7  | 6 | 1 | 5 | 293 | 435 | −142 |

| Piešťany 11 novembre 2021 1ª giornata | Slovenia | 66 – 69 referto | Italia | Diplomat Arena |

| Lussemburgo 11 novembre 2021 1ª giornata | Lussemburgo | 54 – 58 referto | Svizzera | National Sports and Culture Centre d'Coque |

| Friburgo 14 novembre 2021 2ª giornata | Svizzera | 50 – 65 referto | Slovenia | Site Sportif Saint Leonard |

| Faenza 14 novembre 2021 2ª giornata | Italia | 82 – 48 referto | Lussemburgo | PalaCattani |

| Lussemburgo 24 novembre 2022 3ª giornata | Lussemburgo | 57 – 77 referto | Slovenia | National Sports and Culture Centre d'Coque |

| Napoli 24 novembre 2022 3ª giornata | Italia | 78 – 29 referto | Svizzera | PalaBarbuto |

| Friburgo 27 novembre 2022 4ª giornata | Svizzera | 43 – 81 referto | Lussemburgo | Site Sportif Saint Leonard |

| Napoli 27 novembre 2022 4ª giornata | Italia | 81 – 60 referto | Slovenia | PalaBarbuto |

| Piešťany 9 febbraio 2023 5ª giornata | Slovenia | 78 – 50 referto | Svizzera | Diplomat Arena |

| Lussemburgo 9 febbraio 2023 5ª giornata | Lussemburgo | 51 – 109 referto | Italia | National Sports and Culture Centre d'Coque |

| Friburgo 12 febbraio 2023 6ª giornata | Svizzera | 63 – 79 referto | Italia | Site Sportif Saint Leonard |

| Piešťany 12 febbraio 2023 6ª giornata | Slovenia | 114 – 59 referto | Lussemburgo | Diplomat Arena |

### Gruppo I

#### Classifica
| Pos. | Squadra     | Pt | G | V | P | PF  | PS  | DP  |
| ---- | ----------- | -- | - | - | - | --- | --- | --- |
| 1.   | Rep. Ceca   | 8  | 4 | 4 | 0 | 284 | 226 | +58 |
| 2.   | Paesi Bassi | 6  | 4 | 2 | 2 | 256 | 256 | 0   |
| 3.   | Irlanda     | 4  | 4 | 0 | 4 | 227 | 285 | −58 |
| 4.   | Bielorussia | 0  | 0 | 0 | 0 | 0   | 0   | 0   |

| Amsterdam 11 novembre 2021 1ª giornata | Paesi Bassi | 82 – 60 referto | Irlanda | Sporthallen Zuid |

| Dublino 14 novembre 2021 2ª giornata | Irlanda | 54 – 70 referto | Rep. Ceca | National Basketball Arena |

| Almere 24 novembre 2022 3ª giornata | Paesi Bassi | 66 – 71 referto | Rep. Ceca | Topsportcentrum |

| Dublino 27 novembre 2022 4ª giornata | Irlanda | 56 – 59 referto | Paesi Bassi | National Basketball Arena |

| Praga 9 febbraio 2023 5ª giornata | Rep. Ceca | 74 – 57 referto | Irlanda | Královka Arena |

| Praga 12 febbraio 2023 6ª giornata | Rep. Ceca | 69 – 49 referto | Paesi Bassi | Královka Arena |

### Gruppo J

#### Classifica
| Pos. | Squadra  | Pt | G | V | P | PF  | PS  | DP  |
| ---- | -------- | -- | - | - | - | --- | --- | --- |
| 1.   | Lettonia | 8  | 4 | 4 | 0 | 301 | 264 | +37 |
| 2.   | Israele  | 6  | 4 | 2 | 2 | 275 | 266 | +9  |
| 3.   | Svezia   | 4  | 4 | 0 | 4 | 260 | 306 | −46 |

| Tel Aviv 11 novembre 2021 1ª giornata | Israele | 56 – 62 referto | Lettonia | Drive in Arena |

| Riga 14 novembre 2021 2ª giornata | Lettonia | 89 – 70 referto | Svezia | Olympic Sports Centre |

| Uppsala 24 novembre 2022 3ª giornata | Svezia | 68 – 75 referto | Israele | Fyrishov |

| Riga 27 novembre 2022 4ª giornata | Lettonia | 79 – 73 referto | Israele | Olympic Sports Centre |

| Rishon LeZion 9 febbraio 2023 5ª giornata | Israele | 71 – 57 referto | Svezia | Maccabi House Arena |

| Stoccolma 12 febbraio 2023 6ª giornata | Svezia | 65 – 71 referto | Lettonia | Avicii Arena |

## Classifica delle migliori seconde
Si qualificano alla fase finale le quattro seguenti squadre:
| ordine | squadra       | punti | G | V | P | PF  | PS  | Diff. | gruppo |
| ------ | ------------- | ----- | - | - | - | --- | --- | ----- | ------ |
| 1      | Ungheria      | 6     | 4 | 2 | 2 | 332 | 250 | +82   | C      |
| 2      | Slovenia      | 6     | 4 | 2 | 2 | 317 | 266 | +51   | H      |
| 3      | Gran Bretagna | 6     | 4 | 2 | 2 | 285 | 262 | +23   | G      |
| 4      | Germania      | 6     | 4 | 2 | 2 | 288 | 272 | +16   | A      |
| 5      | Polonia       | 6     | 4 | 2 | 2 | 253 | 260 | −7    | D      |
| 6      | Ucraina       | 6     | 4 | 2 | 2 | 311 | 326 | −15   | B      |
| 7      | Croazia       | 6     | 4 | 2 | 2 | 300 | 316 | −16   | E      |

Nota: L'ordine di classifica si basa su 1) punti conseguiti, 2) differenza punti, 3) punti segnati.